# Zethenia ferruginea
Zethenia ferruginea är en fjärilsart som beskrevs av Max Joseph Bastelberger 1911. Zethenia ferruginea ingår i släktet Zethenia och familjen mätare. Inga underarter finns listade i Catalogue of Life.